# Андрій Потоцький (гетьман)
Анджей Потоцький, або Андрій Потоцький (пол. Andrzej Potocki, пом. 30 серпня 1691, Станиславів або 1692) — русинський шляхтич, військовий і державний діяч Речі Посполитої. Засновник і розбудовник Станиславова (нині Івано-Франківськ).

## Життєпис

### Кар'єра
Походив із магнатського роду Потоцьких (гілка гербу Срібна Пилява). Син Станіслава «Ревери» Потоцького та його дружини Зофії з Калиновських гербу Калинова.
У молодому віці брав участь у військових походах під керівництвом батька. У 1646 році був послом на вальний сейм від Галицької землі; 28 травня отримав Галицьке староство. У часи безкоролівщини (1648) був обраний ротмістром козацької корогви Галицької землі.
1649 року доручив полковникові Франсуа Корассіні з Авіньйону відреставрувати та  уфортифікувати Галицький замок. Брав участь у битві під Зборовом. У тому самому році отримав Коломийське староство. У 1651 очолював козацьку корогву в битві під Берестечком. 1655 року отримав Лежайське староство. У 1660 році брав участь у битві під Чудновом. Після капітуляції армії В. Шеремєтьєва, 27.10 — 1.11.1660 підписував умови договору.
Учасник Війни проти Московії 1654—1667 рр. Будучи коронним обозним, командував королівським загоном, висланим на допомогу гетьману Війська Запорозького Івану Виговському. Брав участь у битві при Конотопі та блокаді Києва. У грудні 1659 року його підрозділ розбили війська воєводи Васілія Шерємєтьєва.
У лютому 1660 року разом із батьком невдало штурмував Могилів-Подільський. 19 січня 1665 року отримав від короля посаду великого коронного хорунжого. 1 травня 1665 р. отримав після смерті Стефана Чарнецького призначення на ротмістра козацької корогви. 3 березня 1667 р. отримав Мостиське та Медицьке староства. У 1668 році став київським воєводою. Також очолював староства з центрами в містах Вишогруд, Снятин.
Під Єзуполем та Раківцем у 1667 році разом із загоном Ґабрієля Сільніцького на початку жовтня у битві переміг загін татарського війська. 1671-го брав участь у битві проти козацьких військ під проводом Петра Дорошенка, при обороні Білої Церкви. Підтримував детронацію короля Міхала Корибута-Вишневецького і був прихильником Людовика XIV. У 1674 році підтримав кандидатуру Яна Собеського на трон Речі Посполитої.
Брав участь у Хотинській битві у 1673 році. Керував військами в битві під Калушем у 1675 році, де розбив кримськотатарські війська. У 1676 році захистив Станиславів від нападу турків і кримських татар.
1676 р. брав участь у битві під Журавним. У листопаді 1682, керуючи кількатисячним військом, взяв в облогу зайнятий турками Язловець. Кримські татари разом з турками, та татарами-липками напали на українські землі по Заслав та Полонне. А. Потоцький настиг їх 28 листопада 1682 під Зіньковим, розбив війська та забрав ясир. Після того стояв з військом під Дунаївцями й перешкоджав турецьким військам, які стягували до Кам'янця-Подільського. У 1680 році став краківським воєводою, у 1682 — краківським каштеляном.
1683 року під час походу короля Яна III Собєського призначений намісником короля в Речі Посполитій. 1683 р.: відвоював Гусятин у турків; з малим обозом стояв в околицях міста Язловця без успіху пробував здобути язловецький замок; відвоював у турків кілька малих містечок, переслідував турків, дислокованих у Кам'янецькій фортеці, які чинили напади на міста та села Поділля. 1684 році А. Потоцький став польним гетьманом коронним. У 1684—1685 роках здійснив походи до Молдавії з метою не допустити приєднання цих земель до держави Габсбурґів. 21 серпня 1688 р. керував військами в битві проти татар на p. Смотричі поблизу Жванця.
Помер 30 серпня 1691 у Станиславові чи 1692. Був похований у крипті Станиславівської колегіати, де його рештки перебували до ремонтних робіт у храмі в 1960-х роках. Куди поділи звідси його прах (також сина Станіслава, невістки Вікторії та інших похованих), точно невідомо. За однією версією, поховані на католицькому («польському») цвинтарі, за іншою — викинули на смітник. Є міф, що його череп опинився в морфологічному корпусі тодішнього медінституту.

### Заснування Станиславова
У середині XVII ст. Анджей Потоцький наказав спорудити в с. Заболоття фортецю та назвав її на честь Святого Станіслава — Станиславів. Перша писемна згадка про Станиславів (нині — Івано-Франківськ) датується березнем 1662 року. Доклав чимало зусиль для розвитку міста. Універсалом короля Йоана II Казимира Вази в 1663 році м. Станиславів отримало магдебурзьке право.
Провадив політику сприяння економічному розвиткові міста, зокрема, залученню переселенців, домігся звільнення мешканців Станиславова та переселенців від сплати податків на 20 років. У 1668 році православній громаді міста дозволили побудувати церкву, заснувати при ній братство, школу і будинок для старих і немічних.
Заснував духовну школу (пізніше колегіум єзуїтів, РКЦ). У місті при ньому зводилися муровані будинки, культові споруди, палаци (1672 року збудовано палац Андрія Потоцького).

## Меценат

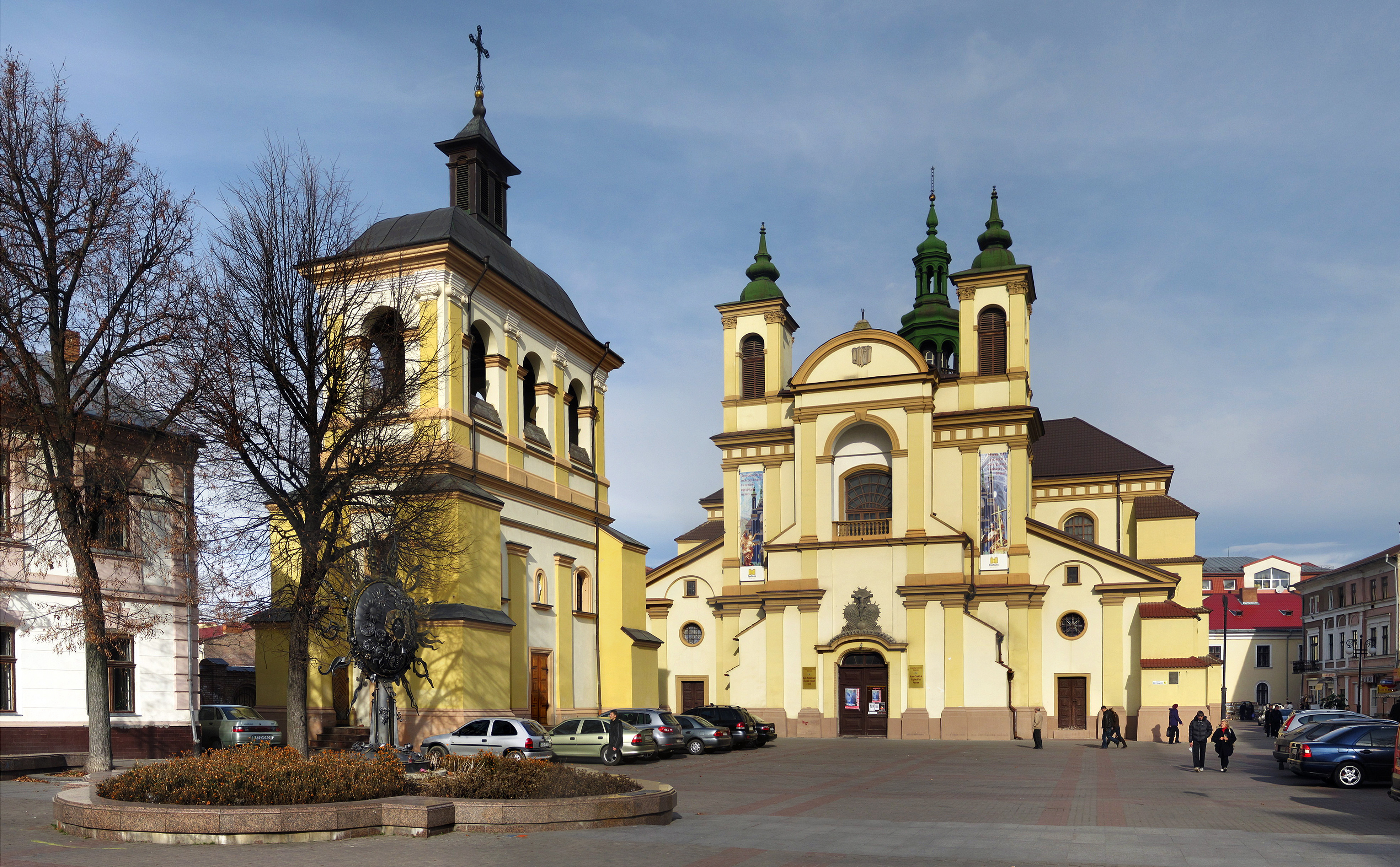
Місце поховання

- фундатор церкви святого Миколая в середмісті Франківська, яку розібрали на початку XIX ст.[11]
- закладено костели в Отинії, Лисці
- побудовано костел у Козові (1669 р., дерев'яний, перебудований на кам'яний у 1901 році, знищений «совітами» 1977 року)
- 1672 заснував у Станиславові Академію
- збудовано замок (резиденцію) та костел у Станиславові
- 25 березня 1687 заклав місто Юзефув над Віслою (названий іменем другого сина)
- 1667 відбудовано домініканський костел Св. Анни в Галичі, надав йому поле Хоростків над p. Липою
- 27 березня 1681 постановив закласти костел у Головчині (Мстиславське воєводство)
- 1684 подарував домініканам зі Снятина урочище Потічок
- 1691 фундував бернардинам в Юзефові над Віслою костел та кляштор.[2]

## Вшанування пам'яті
3 травня 2022 року у місті Івано-Франківськ з'явилася вулиця Потоцьких. Раніше вулиця не мала назви.

## Родовід
|  |                                  |  |  |  |  |  |  |  |  |  |  |  |  |  |  |  |
|  | Миколай Потоцький                |  |  |  |  |  |  |  |  |  |  |  |  |  |  |  |
|  |                                  |  |  |  |  |  |  |  |  |  |  |  |  |  |  |  |
|  |                                  |  |  |  |  |  |  |  |  |  |  |  |  |  |  |  |
|  | Анджей Потоцький                 |  |  |  |  |  |  |  |  |  |  |  |  |  |  |  |
|  |                                  |  |  |  |  |  |  |  |  |  |  |  |  |  |  |  |
|  |                                  |  |  |  |  |  |  |  |  |  |  |  |  |  |  |  |
|  | Анна Чермєнська                  |  |  |  |  |  |  |  |  |  |  |  |  |  |  |  |
|  |                                  |  |  |  |  |  |  |  |  |  |  |  |  |  |  |  |
|  |                                  |  |  |  |  |  |  |  |  |  |  |  |  |  |  |  |
|  | Станіслав Ревера Потоцький       |  |  |  |  |  |  |  |  |  |  |  |  |  |  |  |
|  |                                  |  |  |  |  |  |  |  |  |  |  |  |  |  |  |  |
|  |                                  |  |  |  |  |  |  |  |  |  |  |  |  |  |  |  |
|  | Флоріан П'ясецький               |  |  |  |  |  |  |  |  |  |  |  |  |  |  |  |
|  |                                  |  |  |  |  |  |  |  |  |  |  |  |  |  |  |  |
|  |                                  |  |  |  |  |  |  |  |  |  |  |  |  |  |  |  |
|  | Зофія П'ясецька                  |  |  |  |  |  |  |  |  |  |  |  |  |  |  |  |
|  |                                  |  |  |  |  |  |  |  |  |  |  |  |  |  |  |  |
|  |                                  |  |  |  |  |  |  |  |  |  |  |  |  |  |  |  |
|  | невідомо                         |  |  |  |  |  |  |  |  |  |  |  |  |  |  |  |
|  |                                  |  |  |  |  |  |  |  |  |  |  |  |  |  |  |  |
|  |                                  |  |  |  |  |  |  |  |  |  |  |  |  |  |  |  |
|  | Анджей Потоцький                 |  |  |  |  |  |  |  |  |  |  |  |  |  |  |  |
|  |                                  |  |  |  |  |  |  |  |  |  |  |  |  |  |  |  |
|  |                                  |  |  |  |  |  |  |  |  |  |  |  |  |  |  |  |
|  | Мартин Калиновський              |  |  |  |  |  |  |  |  |  |  |  |  |  |  |  |
|  |                                  |  |  |  |  |  |  |  |  |  |  |  |  |  |  |  |
|  |                                  |  |  |  |  |  |  |  |  |  |  |  |  |  |  |  |
|  | Валентій Александер Калиновський |  |  |  |  |  |  |  |  |  |  |  |  |  |  |  |
|  |                                  |  |  |  |  |  |  |  |  |  |  |  |  |  |  |  |
|  |                                  |  |  |  |  |  |  |  |  |  |  |  |  |  |  |  |
|  | Зофія Щавінська                  |  |  |  |  |  |  |  |  |  |  |  |  |  |  |  |
|  |                                  |  |  |  |  |  |  |  |  |  |  |  |  |  |  |  |
|  |                                  |  |  |  |  |  |  |  |  |  |  |  |  |  |  |  |
|  | Зофія Калиновська                |  |  |  |  |  |  |  |  |  |  |  |  |  |  |  |
|  |                                  |  |  |  |  |  |  |  |  |  |  |  |  |  |  |  |
|  |                                  |  |  |  |  |  |  |  |  |  |  |  |  |  |  |  |
|  | Георгій Струсь                   |  |  |  |  |  |  |  |  |  |  |  |  |  |  |  |
|  |                                  |  |  |  |  |  |  |  |  |  |  |  |  |  |  |  |
|  |                                  |  |  |  |  |  |  |  |  |  |  |  |  |  |  |  |
|  | Єлизавета Струсь                 |  |  |  |  |  |  |  |  |  |  |  |  |  |  |  |
|  |                                  |  |  |  |  |  |  |  |  |  |  |  |  |  |  |  |
|  |                                  |  |  |  |  |  |  |  |  |  |  |  |  |  |  |  |
|  | Маргарита Лущевська              |  |  |  |  |  |  |  |  |  |  |  |  |  |  |  |
|  |                                  |  |  |  |  |  |  |  |  |  |  |  |  |  |  |  |
|  |                                  |  |  |  |  |  |  |  |  |  |  |  |  |  |  |  |

## Родина

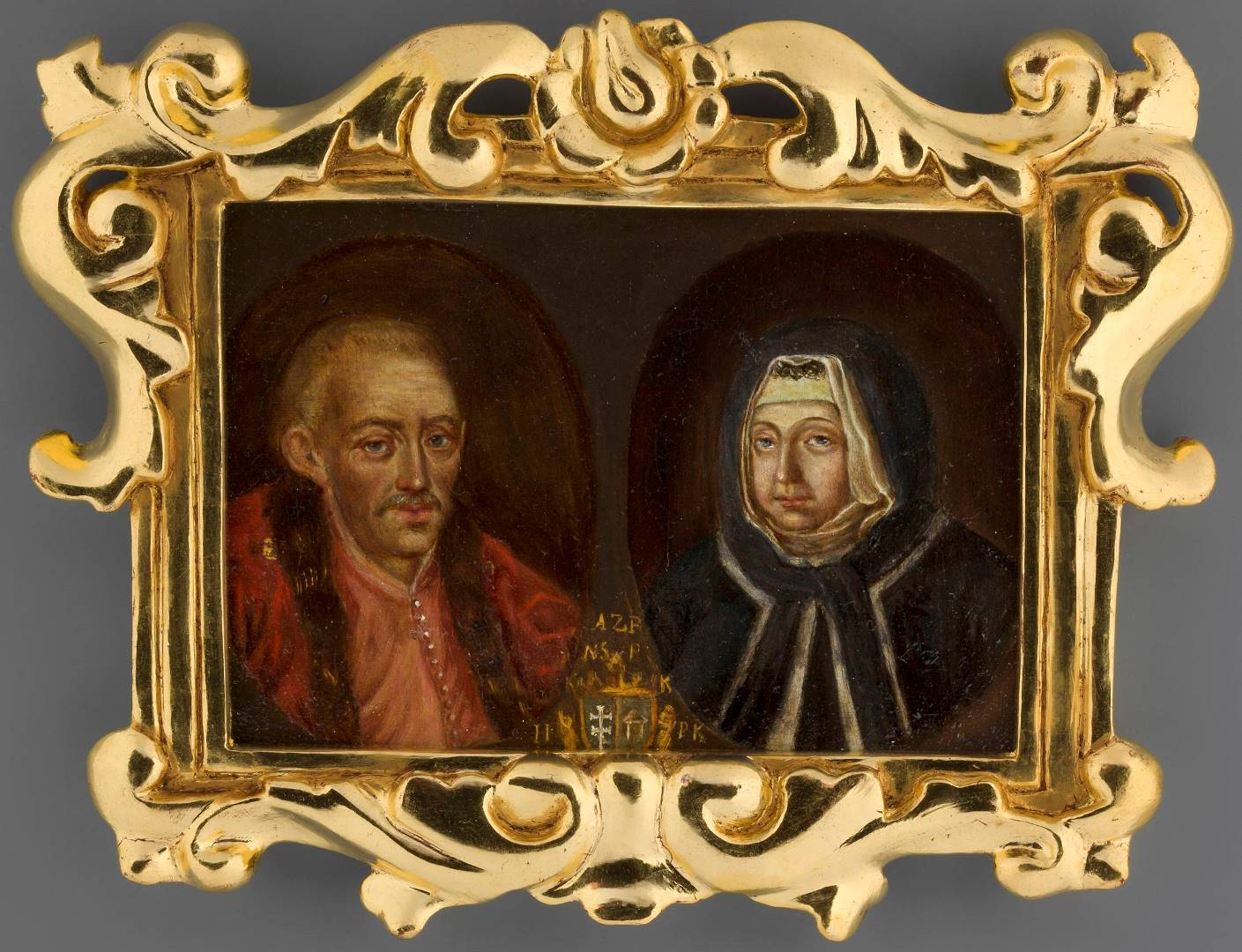
Анджей Потоцький та Анна з Рисінських

Дружина — Анна з Рисінських гербу Лещиць, донька Фірлеївни, каштелянка крушвицька; як і чоловік, була похована у крипті Станиславівської колегіати. Діти:
- Станіслав — староста галицький і коломийський
- Юзеф — великий гетьман коронний
- Ельжбта — дочка
- Зофія — дочка
- Катажина — дочка (3 шлюби):
  - Людвік Ян Вєльопольський (Ludwik Jan Kazimierz hr. Wielopolski) — граф, староста краківський[5] коронний підчаший
  - Францішек Теодор Денгофф (Franciszek Teodor Dönhoff) — староста вісьліцький
  - Антоні де Ламот (Antoni de Lamott) — генерал військ саських.[15]